# Marcus Vinicius Oliveira Alencar
Marcus Vinicius Oliveira Alencar, mais conhecido como Marquinhos (São Paulo, 7 de abril de 2003), é um futebolista brasileiro que atua como ponta direita. Atualmente joga no Cruzeiro.

## Carreira

### São Paulo
Marquinhos fez sua estreia profissional pelo São Paulo em 11 de julho de 2021, entrando no segundo tempo na vitória em casa por 1 a 0, válido pela Série A, contra o Bahia, quando ganhou oportunidade com o técnico Hernán Crespo.

### Arsenal
Em 13 de junho de 2022, Marquinhos assinou com o Arsenal por um contrato de longo prazo. O clube inglês pagou 3,5 milhões de euros (cerca de 18 milhões reais) pela transferência. No entanto, o Wolverhampton Wanderers, também da Premier League, estava considerando tomar medidas legais contra Marquinhos e São Paulo, já que Marquinhos teria assinado um pré-contrato com eles antes de ingressar no Arsenal.
Em 8 de setembro, Marquinhos fez sua estreia oficial pelo Arsenal na vitória fora de casa por 2 a 1 na UEFA Europa League sobre o Zurique, onde marcou seu primeiro gol pelo clube e nas competições europeias, dando também uma assistência para Eddie Nketiah na mesma partida. Ele fez sua estreia na Premier League em 18 de setembro, entrando no lugar de Bukayo Saka na vitória contra o Brentford por 3 a 0. Sua primeira aparição no Emirates Stadium aconteceu no dia 6 de outubro, no jogo da Europa League contra o Bodø/Glimt.

#### Empréstimo ao Norwich City
Em 31 de janeiro de 2023, Marquinhos ingressou no Norwich City, clube da EFL Championship, por empréstimo para o resto da temporada 2022-23. Ele fez sua estreia em 25 de fevereiro, marcando uma vez e também dando uma assistência para o também brasileiro Gabriel Sara na vitória do Norwich por 2 a 0 sobre o Cardiff City.
Marquinhos recebeu o primeiro cartão vermelho de sua carreira profissional em 15 de março, no empate do Norwich contra o Huddersfield Town, depois de dar uma cotovelada em Josh Ruffels. No entanto, o Norwich apelou com sucesso da decisão e a suspensão de três jogos foi anulada.

#### Empréstimo ao Nantes
Em 12 de agosto de 2023, o Nantes, da Ligue 1, anunciou a contratação de Marquinhos por empréstimo de uma temporada, sem opção futura de tornar a mudança permanente. Em 12 de janeiro, ele foi chamado pelo Arsenal para voltar a Inglaterra. Marquinhos jogou esporadicamente pelo Les Canaris na temporada, realizando apenas 7 partidas com a famosa camisa amarela, o que totalizou um tempo acumulado de jogo de 149 minutos durante sua passagem pela Ligue 1. A falta de tempo de jogo pode ser um dos motivos da rescisão antecipada em discussão.

#### Empréstimo ao Fluminense
Em 15 de fevereiro de 2024, o Fluminense anunciou o empréstimo, com opção de compra, de um ano de Marquinhos junto ao Arsenal. O Tricolor pagará uma compensação financeira ao Arsenal pelo empréstimo.
Fez sua estreia com a camisa do Flu no dia 17 de fevereiro, válido pelo Campeonato Carioca de Futebol de 2024, contra o Madureira, entrando aos 30 minutos da etapa final, no lugar de Douglas Costa. Vem obtendo destaque em seu início pelo Fluminense, tendo participado diretamente dos 3 primeiros gols do clube na Copa Libertadores da América de 2024, marcando gols contra o Alianza Lima e Colo-Colo, além de dar bela assistência para o gol de Germán Cano contra o time chileno.
Em junho, contra o Cruzeiro, Marquinhos teve uma lesão detectada na coxa direita, saindo ainda no primeiro tempo. No jogo contra o Red Bull Bragantino, no dia 28 de julho, Marquinhos foi substituído com dores na perna direita e teve constatado de um edema na coxa.
Por decisão de Mano Menezes, restando três rodadas para o término do Campeonato Brasileiro, o atleta ficou fora dos planos e não teve seu contrato renovado. Marquinhos chegou a ter oportunidades com o treinador, ao entrar no segundo tempo, mas não acrescentou em nada. Ao todo, atuou em 29 jogos pelo Fluminense, com dois gols marcados e duas assistências, conquistando o título da Recopa Sul-Americana.

#### Empréstimo ao Cruzeiro
Em 24 de dezembro de 2024, a pedido do treinador Fernando Diniz, o atleta foi anunciado como o sétimo reforço do Cruzeiro para a temporada 2025, chegando ao clube mineiro por empréstimo. Curiosamente, o treinador foi demitido ainda em janeiro de 2025, após desempenhos ruins da equipe.
Após participar da pré-temporada, com o restante do elenco, na Flórida, e dos amistosos contra São Paulo e Atlético Mineiro pela FC Series, estreou oficialmente contra o Tombense pela primeira rodada do Campeonato Mineiro, no Mineirão.
Marquinhos anotou seu primeiro gol pela equipe no dia 30 de janeiro de 2025, na vitória por 4 a 1 sobre o Itabirito, no Independência. Após cruzamento de Matheus Pereira, o atacante se antecipou e marcou o terceiro gol do jogo. Na partida seguinte contra o Uberlândia, no Mineirão, Marquinhos entrou no segundo tempo e deu assistência para o terceiro gol do jogo, marcado por Dudu.

### Cruzeiro
No dia 9 de junho de 2025 o Cruzeiro anunciou a compra definitiva de Marquinhos após um período de empréstimo, com contrato até 2028.

## Seleção Brasileira
Marquinhos defendeu as Seleções de base, incluindo a Sub-16, Sub-17, disputando o Campeonato Sul-Americano de Futebol Sub-17, Sub-20, no qual disputou a Copa do Mundo Sub-20 de 2023 e a Sub-23, onde ganhou os Jogos Pan-Americanos de 2023 e participou do Torneio Pré-Olímpico Sul-Americano Sub-23 de 2024.

## Títulos
São Paulo
- Campeonato Paulista: 2021

Seleção Brasileira
- Jogos Pan-Americanos: 2023

Fluminense
- Recopa Sul-Americana: 2024